# Turkmenische Agame
Die Turkmenische Agame (Paralaudakia lehmanni, Synonyme: Laudakia lehmanni, Agama lehmanni) auch Zentralasiatische Wirtelschwanzagame genannt, ist eine Echse aus der Familie der Agamen.

## Merkmale
Männchen der Turkmenische Agamen erreichen eine Kopf-Rumpf-Länge von 15 Zentimeter und ein Gewicht von 128 Gramm, Weibchen von 14 Zentimeter und 118 Gramm. Der Schwanz ist bei den Männchen 1,5 mal so lang wie die Kopf-Rumpf-Länge, bei den Weibchen 1,4 mal so lang. Kopf, Körper und Schwanz sind abgeflacht, der Schwanz ist im Querschnitt oval, mit deutlicher Segmentierung. Jedes Schwanzsegment bildet aus vergrößerten, mit einer Spitze versehenen Schuppen (mucronate Schuppen) drei Wirtel, nahe der Basis bilden die mittleren Schuppenreihen zwei Wirtel. Um die Körpermitte liegen 95 bis 110 Schuppenreihen, um den Schwanz 22 bis 30.
Die Tiere sind oberseits olivgelb oder olivgrau mit unregelmäßigen verteilten schwarzen Schuppen. Der Kopf ist hellbraun oder grau, die oberen Teil der Beine und der Schwanz sind gewöhnlich schwarz gesprenkelt, können aber manchmal auch schwarz gebändert sein. Die unteren Körperteile sind gelb und gewöhnlich schwarz gefleckt. Bei lebenden Tieren zeigt die Kehle schwarze und orangefarbene Flecken, die auftauchen und verschwinden können. Bei sexuell aktiven Männchen ist die Kehlregion mit violettem Ton dunkelblau mit wenigen großen weißen oder orangefarbenen Flecken, die  Brust dunkelblau.

## Verbreitung
Die Turkmenische Agame ist ein Endemit des Pamir-Gebirges. Das Verbreitungsgebiet erstreckt sich, ausgehend vom nördlichen Afghanistan, dem südlichen Usbekistan und dem westlichen Tadschikistan, bis in das südliche Kirgisistan und das Kugitang-Gebirge des südöstlichen Turkmenistan, wo die Art in ähnlichen Gebieten wie Paralaudakia bochariensis, aber in höheren Lagen vorkommt. Entgegen Sindaco and Jeremčenko (2008) kommt die Art jedoch im südlichen Kasachstan nicht vor. Von Afghanistan sind nur wenige Nachweise bekannt (Mazar-i-Sharif im Nordwesten und Provinz Badachschan im Nordosten, Wagner et al. (2016) bestätigen einige Nachweise aus der Provinz Baglan (Darrah-e-Andarab)).

## Lebensraum und Lebensweise
Turkmenische Agamen sind montane (bergbewohnende) Tiere die bis in Höhenlagen von 2.000 Meter vorkommen. Je nach Quellen werden auch Höhenlagen von bis zu 2600 Meter im Kugitang-Gebirge und bis zu 3370 Meter im Zeravshan Mountain Range genannt. Sie halten sich auf Felsen und Geröll auf, klettern aber auch auf Sträucher und Bäume. Schutz finden sie in Felsspalten, in Hohlräumen unter Felsen und in Höhlen. Auch Steinmauern in Dörfern werden bewohnt und aus Tadschikistan wird berichtet, dass sie sich auch auf Baumstämmen aufhalten. Zum Schutz vor Räubern und damit sie nicht am Schwanz aus Rissen und Spalten gezogen werden können, sind Turkmenische Agamen in der Lage den Schwanz abzuwerfen (Autotomie). Die Regeneration des Schwanzes ist im Gegensatz zu anderen Arten jedoch praktisch nicht gegeben.
Turkmenische Agamen ernähren sich von Insekten und Spinnentiere. Nach Bannikow et al. (1977) beginnt die Paarungszeit Ende April bis Mai. Ein Männchen paart sich immer nur mit einem Weibchen; mit ihm geht es eine Paarbindung ein. Es wird sogar derselbe Schlupfwinkel geteilt. Die Eiablage findet nicht vor Ende Juni bis Mitte Juli statt. Pro Gelege gibt es 10 bis 22 Eier. Die Jungtiere schlüpfen ab Ende September. Sie haben eine Kopf-Rumpflänge von etwa 35 bis 37 mm sowie Schwanzlängen von etwa 44 bis 49 mm. Ihr Gewicht beträgt circa zwei Gramm. Nach 8 bis 9 Monaten sind die Jungtiere geschlechtsreif und zwischen 97 und 118 mm lang. Im Winter, wenn es kalt ist, graben sich die Tiere ein und ruhen.

## Gefährdung und Schutzmaßnahmen
Die Turkmenische Agame ist sehr weit verbreitet. Es handelt sich um eine häufige Art, der Bestand ist stabil und es scheint keine größeren Bedrohungen zu geben. Es gibt keine artspezifischen Schutzmaßnahmen, die Turkmenische Agame kommt aber im Pamir Nationalpark, im Ramit Nationapark und im Tigrowaja-Balka-Naturreservat in Tadschikistan sowie im Koytendag Nationapark in Turkmenistan vor. Nach der IUCN (International Union for Conservation of Nature and Natural Resources) gilt die Art damit als nicht gefährdet.